# هارولد فريث
هارولد فريث (بالإنجليزية: Harold Frith)‏ هو عالم طيور أسترالي، ولد في 1 أبريل 1921، وتوفي في 1982.